# Brachyrhopala flava
Brachyrhopala flava är en tvåvingeart som beskrevs av Clements 2000. Brachyrhopala flava ingår i släktet Brachyrhopala och familjen rovflugor. Inga underarter finns listade i Catalogue of Life.